# 科尔德托洛萨讷
科尔德托洛萨讷（法語：Cordes-Tolosannes，法語發音：[kɔʁd tɔlozan]）是法国奥克西塔尼大区塔恩-加龙省的一个市镇，属于卡斯泰尔萨拉桑区。

## 地理
科尔德托洛萨讷（43°59'9"N, 1°8'55"E）面积15.77 平方千米，位于法国奧克西塔尼大區塔恩-加龙省，该省份为法国西南部内陆省份，北起顺时针与洛特省、阿韦龙省、塔恩省、上加龙省、热尔省和洛特-加龙省接壤。
与科尔德托洛萨讷接壤的市镇（或旧市镇、城区）包括：卡斯泰尔萨拉桑、布雷、卡斯泰尔费吕斯、埃斯卡塔朗、加尔冈维拉、拉布尔加德、拉菲特、蒙塔安、圣波基耶。

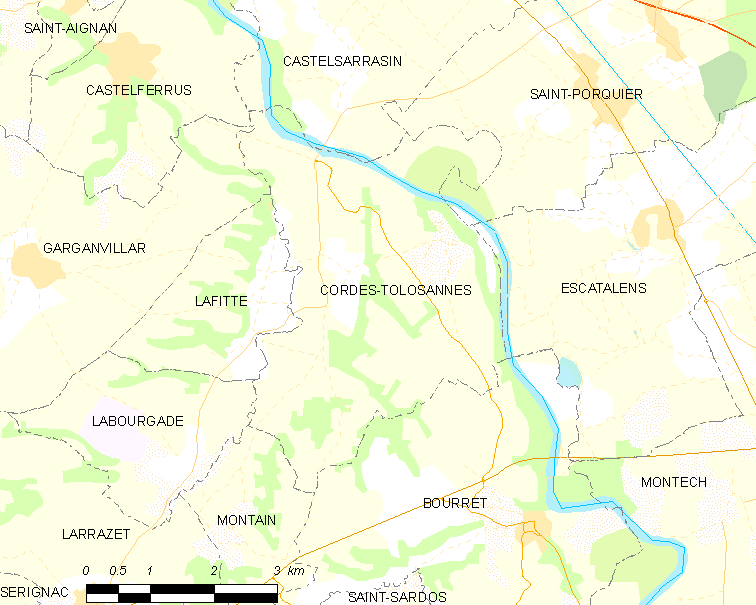
科尔德托洛萨讷的OSM定位图

科尔德托洛萨讷的时区为UTC+01:00、UTC+02:00（夏令时）。

## 行政
科尔德托洛萨讷的邮政编码为82700，INSEE市镇编码为82045。

## 政治
科尔德托洛萨讷所属的省级选区为博蒙德洛马涅县。

## 人口

1962-2008年间科尔德托洛萨讷人口变化图示

科尔德托洛萨讷于2022年1月1日时的人口数量为359人。